# 中村泰造
中村泰造，日本男性漫畫編輯者。大型漫畫雜誌出版社集英社第4編輯部代理部長，曾任青年雜誌部門總編。

## 來歷
中村在早年進入集英社上班之後，從擔任《月刊少年Jump》編輯起家，其後才調任至《週刊少年Jump》部門，於1986年至1988年間擔任過秋本治漫畫《烏龍派出所》的編輯（第2任）。然後在1987年，他看中當時的新人井上雄彥，不僅如此，還擔任過漫☆畫太郎作品《珍遊記》與《縣立海空高校棒球社員山下太郎》編輯。
在那之後，中村曾任《週刊YOUNG JUMP》副總編、與《Business Jump》總編，2010年6月起就任《Super Jump》總編。《Super Jump》休刊之後，擔任過《Grand Jump PREMIUM》創刊總編。
2013年10月29日，中村於就任第4編輯部代理部長期間，曾經代替嶋智之（至2014年）兼任《週刊YOUNG JUMP》總編。

## 人物
曾任井上雄彥籃球漫畫代表作《灌籃高手》、《REAL》的編輯，並以自己的形象在另一位作家漫☆畫太郎的作品《珍遊記》、《地獄甲子園》中登場。
與現役專欄作家榎戶一朗是童年玩伴。

## 腳註

### 來源
1. 1 2  . 朝日新聞 DO樂. 2009-05-09  [2011-08-16]. （原始内容存档于2012-11-01） （日语）.
2. 1 2  榎戶一朗（日语：えのきどいちろう）. . 2002-04-23  [2011-08-16]. （原始内容存档于2007-11-10） （日语）.
3. ↑  . 集英社. 2010  [2011-08-16]. （原始内容存档于2013-04-02） （日语）.
4. ↑  . 新文化. 2013-10-29  [2018-01-26]. （原始内容存档于2013-04-02） （日语）.

## 外部連結
- 集英社（页面存档备份，存于）官方網站 （日語）
  - GRAND JUMP（页面存档备份，存于）官方網站 （日語）